# Team Esbjerg
Team Esbjerg (nume complet Team Esbjerg Elitehåndbold A/S) este o echipă daneză de handbal din Esbjerg. Clubul a fost fondat în 1991, în urma unificării dintre Håndboldklubben KVIK și Esbjerg Håndboldklub (EHK).
Echipa își desfășoară meciurile de pe teren propriu în Blue Water Dokken, o sală construită în 1968 și modernizată în 2012, cu o capacitate de 2.549 de locuri.

## Palmares
- Primo Tours Ligaen:
  - Medalie de aur: 2016, 2019, 2020
  - Medalie de argint: 2015, 2022

- Cupa Danemarcei:
  - Câștigătoare: 2017, 2021

- Cupa EHF:
  - Finalistă: 2014, 2019

## Echipa

### Echipa actuală
Echipa în sezonul 2016–17
| Portari - 01 Emily Stang Sando - 12 Filippa Idéhn - 16 Alberte Rasmussen Stenderup Extreme - 03 Mette Knudsen - 06 Tove Seest - 07 Maibritt Kviesgaard - 26 Maria Vestergaard - 34 Anne Brinch-Nielsen Pivoți - 05 Ulrika Toft Hansen - 09 Rikke Zachariassen (căpitan) - 51 Vilde Ingstad | Intermediari stânga - 15 Jenny Alm - 22 Lara González Ortega Coordonatori - 79 Estavana Polman - 89 Lærke Møller Intermediari dreapta - 11 Laura Van der Heijden - 21 Ida Bjørndalen Karlsson |

### Banca tehnică
- Antrenor principal: Lars Frederiksen
- Antrenor secund: Lars Krogh Jeppesen
- Manager de echipă: Helle Kongsbak

### Transferuri
Transferuri în sezonul 2016-17
Sosiri
- Lærke Møller
- Vilde Ingstad
- Lara González Ortega

Plecări
- Stine Bodholt Nielsen
- Betina Riegelhuth